# 1921 en santé et médecine
| Années de la santé et de la médecine : 1918 - 1919 - 1920 - 1921 - 1922 - 1923 - 1924    |
| Décennies de la santé et de la médecine : 1890 - 1900 - 1910 - 1920 - 1930 - 1940 - 1950 |

Cet article présente les faits marquants de l'année 1921 en santé et médecine.

## Événements
France
- 1er janvier : l'hôpital privé Bouville, à Berck, dans le Pas-de-Calais, est confié à l'Assistance publique et devient l'hôpital annexe de Berck, futur hôpital Lannelongue, détruit en 1944 sous les bombardements[1].
- 21 juin : Bienaimé Jourdain, Albert Jugon et une quarantaine de soldats blessés au visage créent l'Union des blessés de la face, que son premier président, Yves Picot, surnomme les « gueules cassées »[2].
- 13 juillet : loi française « accordant le droit d'exercer la médecine et l'art dentaire aux médecins et chirurgiens-dentistes alsaciens-lorrains […] réintégrés dans la nationalité française ou qui ont obtenu cette nationalité » (arrêté de promulgation du 29 mars 1922)[3].
- 18 juillet : les pédiatres Benjamin Weill-Hallé et Raymond Turpin inoculent à un nouveau-né le BCG, premier vaccin antituberculeux, mis au point par Albert Calmette et Camille Guérin.
- 29 juillet : décret d'application de l'article 71 de la loi de finances du 30 avril 1921 « concernant l'attribution de congés de longue durée aux membres de l'enseignement public atteints de tuberculose ouverte ou de maladies mentales[4] ».
- Septembre : Le chimiste et pharmacologue Ernest Fourneau, de l'Institut Pasteur, publie sur un nouveau médicament antisyphilitique, le stovarsol, dont la découverte relance les recherches sur les composés arsenicaux pentavalents[5].
- 3-5 octobre : le 30e congrès français de chirurgie se tient à Strasbourg sous la présidence de Jules Boeckel[6].
  - Au cours de ce congrès, le chirurgien français Henri Albert Hartmann décrit l'opération qui porte aujourd'hui son nom, l'intervention de Hartmann (en), procédé de colectomie en deux étapes[7].
- Le psychiatre Gaétan de Clérambault présente la première description complète de l'érotomanie, ou syndrome de Clérambault, psychose construite sur la conviction délirante d'être aimé, généralement par quelqu'un de « prestigieux »[8],[9].
- Fondation à Paris de l'association Notre-Dame de Bon-Secours, chargée de la gestion de l'asile de Bon-Secours, devenu hôpital de Bon-Secours, puis maternité Notre-Dame de Bon-Secours, et enfin, par fusion, groupe hospitalier Paris Saint-Joseph[10].
- À Lyon, fusion de la Société de médecine et de la Société des sciences médicales[11].
- Création à Saint-Étienne de la Fédération nationale des mutilés du travail, qui a pris en 2004 le nom de FNATH : Association des accidentés de la vie[12],[13]
- Construction du bâtiment de la pharmacie Gros, à Clermont-Ferrand, édifié par l'architecte Louis Jarrier et décoré par les céramistes Gentil et Bourdet[14].
- Construction par l'architecte Patrice Bonnet, dans le jardin de l'institut d'hématologie de la faculté de médecine de Strasbourg, du pavillon animalier destiné à l'élevage des animaux de laboratoire[15].

Europe
- 30 mars-7 avril : la 10e conférence internationale de la Croix-Rouge se réunit à Genève.
  - La conférence adopte une résolution « affirmant le droit de toutes les victimes de guerres civiles, de troubles sociaux ou révolutionnaires, à être secourues conformément aux principes de la Croix-Rouge[16] ».
  - Le CICR commande à ses délégations de Narva et Stetin, Varsovie, Budapest et Constantinople quatre films humanitaires, sur le « Rapatriement des prisonniers de guerre », la « Lutte contre les épidémies », le « Secours aux enfants » et l'« Aide aux réfugiés »[17].
- 1er avril : ordonnance monégasque réglementant l'exercice de la médecine[18].
- Mai-juin : deux années consécutives de sécheresse provoquent en Union soviétique la grande famine de 1921-1922 qui, en un an, fera plusieurs millions de morts[19].
- Juillet : le premier congrès international de médecine et de pharmacie militaires se tient à Bruxelles.
  - 21 juillet : fondation du Comité permanent des congrès internationaux de médecine et de pharmacie militaires.
- 1er-6 août : le 25e congrès des médecins aliénistes et neurologistes de France et des pays de langue française se tient à Luxembourg et à Metz[20].
- Novembre : fondation, par Albin Lambotte, de la Société royale belge de chirurgie orthopédique et de traumatologie[21].
- Aboutissement des découvertes de Thomas Elliott (en) en 1904[22] et de Henry Dale en 1914[23], le pharmacologue allemand Otto Loewi démontre la nature chimique de la transmission de l'influx nerveux au cœur[24],[25].

Amérique du Nord
- 27 juillet : dans un laboratoire de l'université de Toronto dirigé par John Macleod, le docteur Frederick Banting et son étudiant Charles Best ouvrent la voie au traitement du diabète en isolant de l'insuline dans le pancréas de fœtus de veaux.
- 15 février : le chirurgien américain Evan O'Neill Kane pratique l'ablation de son propre appendice.
- 4 mai-28 juin : voyage de Marie Curie aux États-Unis[26].
  - 20 mai : Marie Curie reçoit des mains du président américain la clé du coffret qui contient le gramme de radium pur nécessaire à la poursuite de ses recherches en radiothérapie, procuré par les donatrices du Marie Curie Radium Fund à l'initiative de la journaliste Mary Meloney[26].
- 8 août : Henry Dunning, Truman Brophy and Frederick Moorehead (en) fondent la première association en Amérique du Nord de spécialistes de chirurgie plastique et esthétique, l'American Association of Oral Surgeons, devenue American Society of Plastic Surgeons (en) (ASPS)[27].
- Au Québec, une loi « établissant le service de l’assistance publique » donne aux pauvres l'accès aux soins dans les établissements hospitaliers[28].
- Création de la section québécoise de l'Association médicale canadienne[29].

## Publications
- Aimé Fontaine et Albert-Marie Huguier, Nouveau dictionnaire vétérinaire[30].
- Marie Curie, La Radiologie et la Guerre[31].
- Ernest Fourneau, Préparation des médicaments organiques[32], « un très grand classique sur la matière, cité, utilisé, et traduit en espagnol dès sa parution, puis en anglais, en allemand et en russe[33] ».

## Naissances
Janvier
- 6 janvier : Marianne Grunberg-Manago (morte en 2013), biologiste française, lauréate du prix Nobel de médecine pour ses découvertes sur les mécanismes de l'hérédité.
- 9 janvier :
  - Benaouda Benzerdjeb (mort en 1956), médecin algérien, tué pendant la guerre d'Algérie.
  - Robin Coombs (mort en 2006), immunologiste britannique connu pour sa participation à la mise au point du test à l'antiglobuline.
- 11 janvier : Tedjini Haddam (mort en 2000), chirurgien et homme politique algérien.
- 16 janvier :
  - Raymonde Guyon-Belot (morte en 2006), médecin et résistante française.
  - André Weitzenhoffer (mort en 2005), psychologue franco-américain connu pour ses travaux sur l'hypnose.
- 20 janvier : Jacques Ferron (mort en 1985), homme de lettres, médecin et homme politique québécois.
- 28 janvier : Jean Tricoire (mort en 1994), phtisiologue français.

Février
- 23 février : Leon Grinberg (mort en 2007), psychanalyste argentin.
- 8 février : John Pierrakos (mort en 2001), psychiatre américain.

Mars
- 2 mars : Abdelkrim El Khatib (mort en 2008), médecin et homme politique marocain.
- 4 mars : François Lhermitte (mort en 1998), neurologue français.
- 9 mars : Evelyn M. Witkin, généticienne américaine, lauréate du prix Lasker pour la recherche médicale fondamentale pour ses travaux sur la mutagénèse et l'ADN.
- 13 mars :
  - Jack Baillet (mort en 2007), cardiologue, médecin nucléaire et physiologiste français.
  - Gitta Sereny (morte en 2012), journaliste et historienne britannique, auteur d'ouvrages sur les traumas des sévices sexuels sur mineurs.

Avril
- 19 avril :
  - Michel Klein, vétérinaire français, militant de la cause animale.
  - Sven Ivar Seldinger (mort en 1998), radiologue suédois, introducteur du protocole qui porte son nom.
- 21 avril : Marcel Lainé (mort en 1997), médecin et naturaliste français.
- 24 avril : Justice Adefarasin (mort en 1989), magistrat nigérian, président de la Ligue des Sociétés de la Croix-Rouge de 1977 à 1981.
- 27 avril : Erwin Ringel (mort en 1994), psychiatre, psychothérapeute et neurologue autrichien

Mai
- 2 mai : Constantin Vago (mort en 2012), biologiste, virologue et écopathologiste français.
- 17 mai : Moustapha Safouan, psychanalyste français d'origine égyptienne.
- 23 mai : Louis Andral (mort en 2004), vétérinaire et microbiologiste français, spécialiste de la rage.

Juin
- 2 juin : Forrest Bird (mort en 2015), aviateur, médecin et physiologiste américain.
- 6 juin : Augusta Chiwy (morte en 2015), infirmière belge.
- 11 juin : Claude Fortier (mort en 1986), endocrinologue québécois.
- 24 juin : Jean Rinjard (mort en 1995), vétérinaire et éthologue français.de zoo français.
- 27 juin : Robert Baker Jr. (mort en 2005), psychologue américain, proche du mouvement de l'antipsychiatrie.

Juillet
- 8 juillet : John Money (mort en 2006), psychologue et sexologue néo-zélandais, critiqué pour avoir prescrit l'opération de changement de sexe de David Reimer.
- 15 juillet : Bruce Merrifield (mort en 2006), chimiste organicien et biochimiste américain, lauréat du prix Nobel, auteur, entre autres nombreux travaux, de la synthèse de la ribonucléase A.
- 16 juillet : Bernard Virat (mort en 2003), vétérinaire et biologiste français.
- 18 juillet : Aaron Beck, psychiatre américain, pionnier de la thérapie cognitive, lauréat du prix Lasker pour la recherche médicale clinique.
- 19 juillet : Rosalyn Yalow (morte en 2011), physicienne américaine, lauréate du prix Nobel de médecine en 1977 avec Roger Guillemin et Andrzej Schally, pour leur découverte du principe des dosages par radio-immunologie.

Août
- 6 août : Jacques Courtin (mort en 2007), entrepreneur français, fondateur de Clarins, institut spécialisé dans la fabrication et la commercialisation de cosmétiques.
- 11 août : Christian Müller (mort en 2013), psychiatre, psychanalyste et écrivain suisse.
- 19 août : Pierre Buser (mort en 2013), neurobiologiste français.
- 23 août : Jacques LeBlanc (mort en 2010), physiologiste canadien.
- 31 août : David Keirsey (mort en 2013), psychologue américain connu, entre autres raisons, pour s'être opposé au traitement par les psychotropes du trouble du déficit de l'attention chez l'enfant.
- Août : Claude Durix (mort en 2012), ophtalmologue français.

Septembre-octobre
- 22 septembre : Jacques Panijel (mort en 2010), immunologiste, cinéaste, écrivain et militant politique français.
- 15 octobre : Hoimar von Ditfurth (mort en 1989), médecin, journaliste et essayiste allemand.
- 21 octobre : Victor McKusick (mort en 2008), médecin généticien américain.

Novembre
- 4 novembre : Alain Reinberg, physiologiste, endocrinologue, chronobiologiste et homme de lettres français.
- 18 novembre : Hilda Bynoe (morte en 2013), médecin et femme politique britannique puis grenadienne.
- 22 novembre : Jacques Ruffié (mort en 2004), hématologue, généticien et anthropologue français, fondateur de l'hémotypologie.

Décembre
- 21 décembre : Ferdinand Demara (mort en 1982), escroc américain, connu pour avoir endossé, entre autres rôles, ceux de pédiatre, de cancérologue et de chirurgien de marine.
- 25 décembre : Mustapha Mahmoud (mort en 2009), médecin et homme de lettres égyptien.

Date inconnue
- Viola Frymann (morte en 2016), ostéopathe américaine, connue et contestée pour sa pratique de l'ostéopathie crânienne pédiatrique.
- André Masson (mort en 2011), ingénieur-opticien français auquel on doit la mise au point de projecteurs luminescents pour les blocs chirurgicaux et d'un endoscope à faisceau orientable.
- Michel de M'Uzan, psychiatre et psychanalyste français.
- George de Villiers Morrison (mort en 1991), médecin et homme politique sud-africain.

## Décès
Janvier
- 14 janvier : Jules Harmand (né en 1845), médecin, explorateur et diplomate français.
- 23 janvier : Wilhelm Waldeyer (né en 1836), anatomiste allemand.
- 26 janvier :
  - Émile Bourquelot (né en 1851), pharmacologue et mycologue français.
  - Félix Francoz (né en 1847), médecin et homme politique français.

Février
- 4 février : Joseph Ory (né en 1852), vétérinaire et homme politique français.
- 13 février : François Dupuy (né en 1846), médecin et homme politique français.
- 17 février : Joseph Delom-Sorbé (né en 1860), médecin militaire et homme politique français.
- 22 février : Elizabeth Milbank Anderson (née en 1850), philanthrope américaine, auteur d'une œuvre considérable, en particulier dans les domaines de la santé publique.
- 24 février : Gustav Killian (né en 1860), laryngologiste allemand.

Mars-juin
- 12 mars : Dushan Makovitsky (né en 1866), médecin personnel de Tolstoï.
- 14 avril : Alexandre Doubrovine (né en 1855), médecin et homme politique russe.
- 4 juin : Ludwig Knorr (né en 1859), chimiste et pharmacologue allemand.

Juillet-août
- 13 juillet : Emil Pfeiffer (né en 1846), clinicien et pédiatre allemand.
- 20 juillet : Henri-Étienne Beaunis (né en 1830), anatomiste, physiologiste et psychologue français.
- 7 août : Hiram Hiller (né en 1867), médecin, explorateur et ethnographe américain.

Septembre
- 2 septembre : Ernest Dupré (né en 1862), psychiatre et psychologue français.
- 5 septembre : Ruggero Cobelli (né en 1838), médecin et naturaliste italien.
- 8 septembre : Jan Jansky (né en 1873), sérologiste, neurologue et psychiatre tchèque.
- 21 septembre : José Celso Barbosa (né en 1857), médecin, sociologue et homme politique portoricain.

Octobre-novembre
- 29 octobre : Wilhelm Erb (né en 1840), neurologue allemand.
- 31 octobre : Albert Adamkiewicz (né en 1850), anatomiste polonais.
- 31 octobre : Felix Lewandowsky (né en 1879), dermatologue allemand, ayant décrit le syndrome de Jadassohn-Lewandowsky.
- 3 novembre : Félix Jousseaume (né en 1835), médecin et zoologue français.
- 26 novembre : Madeleine Brès (née en 1842), première Française à obtenir le diplôme de docteur en médecine.

Décembre
- 12 décembre : Edmond-Joseph Bourque (né en 1843), neuropsychiatre canadien.
- 17 décembre : Thomas Chapman (né en 1842), médecin et entomologiste britannique.
- 20 décembre : Julius Petri (né en 1852), bactériologiste allemand, inventeur de la boîte de Petri.
- 29 décembre : Ernest Ferroul (né en 1853), médecin et homme politique français.

Date inconnue
- Léon Dollinger (né en 1866), médecin et muséographe alsacien.